# Saint-Chartier
Saint-Chartier es un municipio francés, situado en la región Centro (Francia), departamento de Indre, distrito, y cantón de La Châtre. Se encuentra a 32 km al sur de Châteauroux.

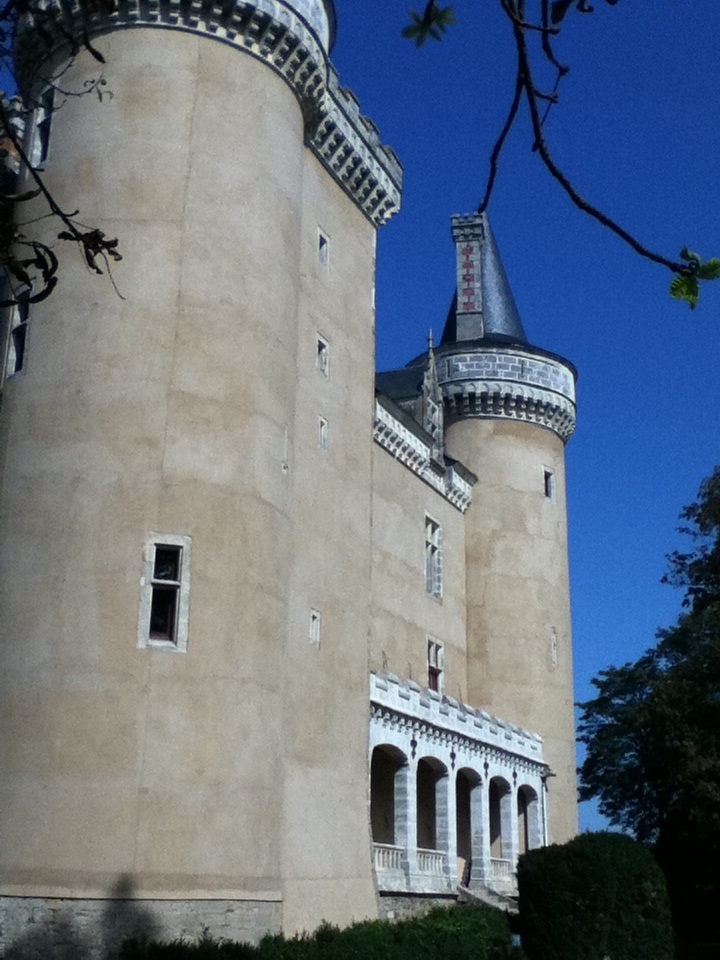
Castillo de Saint-Chartier

## Toponimia
Durante la Revolución francesa, las comunas cambiaron los nombres relacionados con a realeza, el feudalismo y las supersticiones (que incluían la religión) y a Saint-Chartier se le llamó Vic-les-Eaux pero en 1801 retomó el nombre que lleva hasta ahora.
El gentilicio de sus habitantes es carteriano.

## Geografía
- La altitud promedia es de 195 metros sobre el nivel del mar.
- Altitud mínima: 181 m.
- Altitud máxima: 271 m.

- Superficie: 27.52 km ², es decir, 2,752 hectáreas.

## Demografía
Densidad. Según el censo de 1999 era de 19 hab/km².

### Cambios demográficos
En 2008, Saint-Chartier tenía una población de 607 habitantes (un incremento del 12% en comparación con el año 1999).
Los cambios en el número de habitantes se conocen gracias los censos de población llevados a cabo en Saint-Chartier desde 1793.
A comienzos del siglo XXI, los métodos de censo fueron modificados por la Ley del 27 de febrero de 2002, para permitir la publicación anual de la población legal. El primer censo en Saint-Chartier se hizo en 2006, el siguiente en 2009 y se publicó en el 2012; el próximo será en el 2016.
La historia de los censos muestra que a población máxima de Saint-Chartier se alcanzó en 1906, con 1.108 habitantes.
| 704 | 683 | 555 | 561 | 548 | 540 |
| Para los censos de 1962 a 1999 la población legal corresponde a la población sin duplicidades (Fuente: INSEE [Consultar]) |     |     |     |     |     |

### Variación poblacional
En la actualidad, Saint-Chartier cuenta con una de las menores cantidades de habitantes en toda su historia.
El mayor número conocido desde 1793 fue el de 1906, con 1108 habitantes y el menor se presentó en 1999, con 504.

### Pirámide de edades
La población de la comuna es relativamente joven. La tasa de personas mayores de 60 años (20,6 %) es inferior a la tasa nacional de Francia (21,8 %) y a la tasa departamental (29,6 %).
La población femenina es superior a la masculina: 54 %, superieur en más de dos puntos a la tasa nacional, que es del 51,9 %.
La repartición de la población de la comuna por edades era en 2008

* 46 % de hombres
0 a 14 años = 15,3 %,
15 a 29 años = 16 %,
30 a 44 años = 21,1 %,
45 a 59 años = 29,5 %,
más de 60 años = 18,2 %;
* 54 % de mujeres
0 a 14 años = 22 %,
15 a 29 años = 15,8 %,
30 a 44 años = 19,2 %,
45 a 59 años = 20,4 %,
más de 60 años = 22,5 %).

## Economía
En 2007 la población en edad de trabajar era de 378 personas, 282 eran activas y 96 eran inactivas. De las 282 personas activas 262 estaban ocupadas (147 hombres y 115 mujeres) y 20 estaban paradas (7 hombres y 13 mujeres).
De las 96 personas inactivas 27 estaban jubiladas, 41 estaban estudiando y 28 estaban clasificadas como "otras inactivas".

### Ingresos
En 2009 en Saint-Chartier había 238 unidades fiscales que integraban 578,5 personas, la media anual de ingresos fiscales por persona era de € 14.350.

### Actividades económicas
En 2007 había 24 establecimientos:
- empresa alimentaria..... 1,
- empresas de construcción..... 7,
- empresas de comercio y reparación de automóviles..... 2,
- empresas de transporte..... 3,
- empresas de hostelería y restaurantes..... 3,
- empresa financiera..... 1,
- empresa inmobiliaria..... 1,
- empresas de servicios..... 2,
- entidad de la administración pública..... 1
- empresas clasificadas como "otras actividades de servicios"..... 3.

En 2009 había 10 establecimientos de servicio a los particulares:
- 1 gendarmería,
- 1 oficina de correos,
- 2 carpinterías,
- 2 fontanerías,
- 1 electricista,
- 1 empresa de construcción,
- 1 peluquería,
- 1 restaurante.

En 2009 había dos establecimientos comerciales:
- un supermercado
- una tienda de menos de 120m[10]

En el año 2000 en Saint-Chartier había 45 explotaciones agrícolas que ocupaban un total de 2600 hectáreas

## Equipamientos sanitarios y escolares
En 2009 había una escuela elemental integrada dentro de un grupo escolar con las comunas cercanas formando una escuela dispersa.

## Poblaciones cercanas
Las poblaciones situadas a menos de seis kilómetros de Saint-Chartier:
- Nohant-Vic a 2.37 km,
- Verneuil-sur-Igneraie a 2.83 km,
- Lourouer-Saint-Laurent a 3.94 km,
- Montgivray a 5.16 km,
- Montipouret a 5.67 km.

El siguiente diagrama muestra las poblaciones más cercanas.
- La Berthenoux (6,7km)
- La Châtre (7,4km)

## Historia
Imperio romano
Durante el dominio del Imperio romano, el lugar estuvo habitado por tribus de los celtas carnutos y bituriges, siendo conocido en el nombre de Vigus Lucanianus.
Edad Media
Período merovingio.
El abate de Déols ordena al monje Carterius construir un monasterio fortificado, que se convertiría en el Château de Saint-Chartier
A finales del siglo XII, la Dama Denise de Déols et Châteauroux (1173 - 1207) establece su residencia en este lugar. Viuda a la edad de 16 años, el Rey Ricardo Corazón de León la entrega por esposa, en 1189, al caballero André de Chauvigny, fiel a los reyes de Inglaterra, quien se haría famoso durante la Tercera Cruzada. La dama aporta como dote los terrenos de Déols, Saint-Chartier, La Châtre, Le Châtelet, Châteauroux, etc.
Revolución
El Conde Aimé Jacques Marie Constant de Moreton de Chabrillan, chambellan de Napoléon, quien había participado con el Emperador en la Campañe de Rusia, se convierte en propietario del Castillo de Saint Chartier y aparece una leyenda según la cual los zapadores imperiales habrían escondido allí los tesoros de Napoleón. Según otras versiones, se trataba de las placas de cobres para los grabados de una empresa editorial de Napoleón, referente a los estudios y descubrimientos de Francia en Egipto.
Siglo XIX
Durante el período de la Restauración (entre 1815 y 1830) el castillo y otros inmuebles de la localidad fueron afectados por actos vandálicos.
En 1858, Alexander Naud, un mercader de lanas que había hecho su fortuna con China compra el castillo.
Siglo XX
Primera Guerra Mundial

La juventud carteriana se alista en defensa de la Patria durante la Primera Guerra Mundial. Terminado el conflicto, se erige un monumento en su memoria, frente a la Iglesia parroquial.
Segunda Guerra Mundial

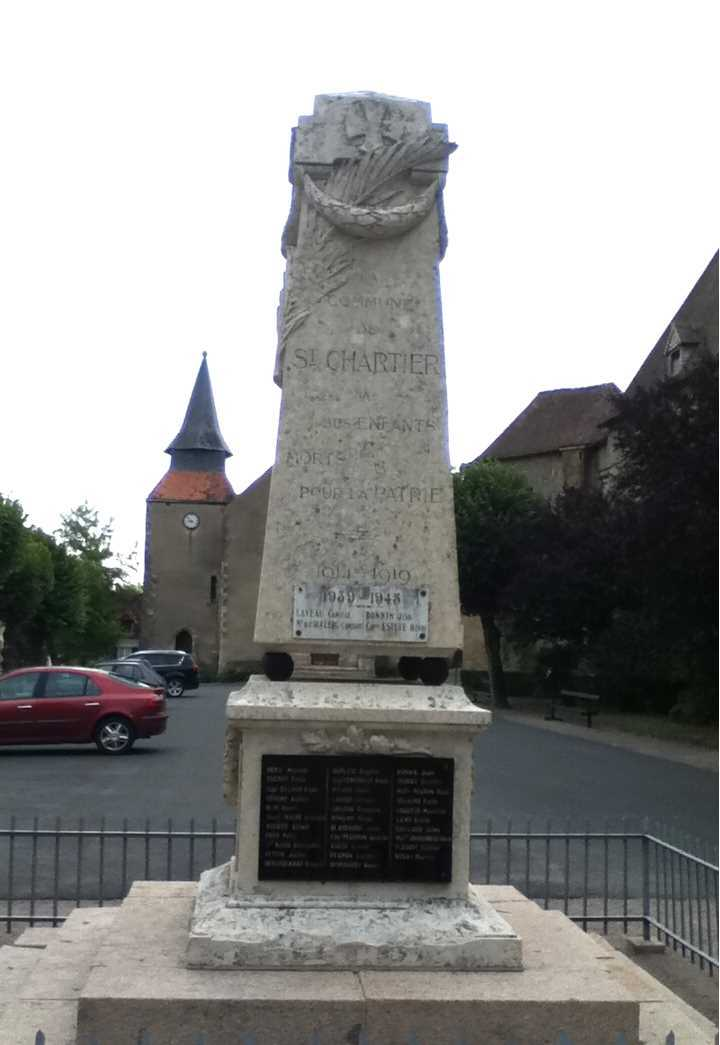
Monumento a los héroes de Saint-Chartier

En la segunda conflagración mundial, los pobladores de Saint Chartier se baten valerosamente y los nombres de algunos de ellos son inscritos en una placa de bronce que se añade al Monumento creado pocos años atrás.

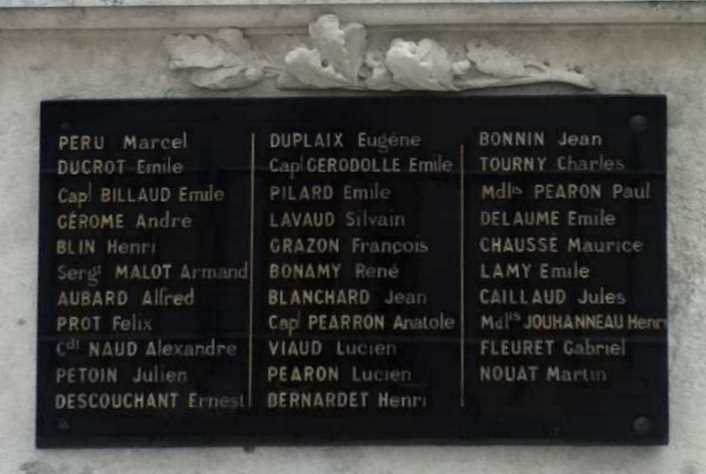
Héroes de Saint-Chartier. Muertos por la Patria

## Sitios de interés y monumentos
- Iglesia parroquial del siglo XII.

- Monumento a los héroes de Saint-Chartier.

- Castillo de los maestros gaiteros; Escenario de varias obras de la escritora francesa George Sand, de 1976 a 2008 fue la sede de uno de los más importantes festivales internationales de música tradicional.

## Personajes
George Sand (Amandine Aurore Lucile Dupin, baronesa Dudevant)
Esta escritora francesa, nacida en París el 1 de julio de 1804 y fallecida en Nohant el 8 de junio de 1876, vivió largos años en la región de Berry y en varias de sus obras retrata el ambiente de Saint-Chartier.
Hector de Corlay (abbé Jacob)
Nacido en Parassy (Cher), el 21 de noviembre de 1867, estudió en el Seminario de Bourges. Ordenado sacerdote, fue nombrado vicario de Saint-Chartier y cura de Verneuil-sur-Igneraie. Autor de numerosas obras sobre la vida pastoral y sobre los alfareros de Verneuil. Falleció el 18 de agosto de 1953 y fue enterrado en el cementerio de Saint-Chartier.
Raymonde Vincent
Nacida en Saint-Lactencin el 23 de septiembre de 1908, falleció en Saint-Chartier, en 1985. recibió el Premio Femina en 1937 por su primera novela, Tierra Fecunda ("Campagne"). Cristiana y anticlerical, escribió además las novelas Blanche (1939), Elisabeth (1943) y Hélène (1991).
Eve Brenner
Nacida el 11 de septiembre de 1951 en Saint-Chartier, es una cantante de ópera francesa, especialmente famosa por su canción "Le matin sur la rivière" (La mañana en el río), de 1976. Madre de la cantante francesa Aude Brenner y del productor de cine Gilles Paquet-Brenner.
Después de muchos años de ausencia, Eve regresó de visita a Saint-Chartier el primero de junio de 2013, en compañía de su familia.